# Blue et Compagnie
Pour les articles homonymes, voir If.
Pour plus de détails, voir Fiche technique et Distribution.
Blue et Compagnie ou Amis imaginaires au Québec (IF) est un film américain réalisé par John Krasinski et sorti en 2024.
Le film met en scène une jeune fille de 12 ans nommée Bea, qui découvre qu'elle a la capacité de voir les amis imaginaires d'autres personnes, aujourd’hui abandonnés par les enfants qu'ils ont aidés. Bea découvre alors que son voisin, Cal, a la même capacité.

## Synopsis
Depuis qu’elle est née, Béa est une fille très imaginative comme ses parents et sa grand-mère, à qui ils rendent visite régulièrement pendant les vacances mais très vite, sa mère meurt d'un cancer. À 12 ans, Béa emménage avec sa grand-mère à New York et cesse d’avoir de l’imagination, car elle s’inquiète pour son père qui va passer une opération du cœur alors que celui-ci ne peut pas s’empêcher de jouer les comiques devant elle.
En se rendant à l’épicerie pour acheter un chargeur pour visionner de vieux souvenirs dans la caméra de sa mère, elle découvre une créature étrange et se met à la suivre jusqu’au dernier étage de l’immeuble de sa grand-mère. Celle-ci tente d’interagir avec le locataire, apparemment nommé Cal, mais elle se retrouve refoulée par la voisine.
Chaque jour, Béa rend visite à son père et fait aussi connaissance avec Benjamin, un jeune garçon couvert de blessures et qui cherche à devenir son ami. Le soir, Béa suit Cal et la créature étrange jusqu’à une maison pour le voir s’introduire dans la chambre d’une petite fille car une grande créature violette à fourrure nommée Blue cherche à devenir l’ami de cette fille alors qu’elle a peur de lui. Tous deux arrivent à sortir de la maison mais Béa a tout vu et tombe dans les pommes en voyant Blossom.
Béa se réveille dans l’appartement de Cal et fait la connaissance de Blue et de Blossom qui lui révèlent qu’ils sont des Amis Imaginaires (en abrégé : AI, ou IF = "Imaginary Friends" pour la v.o. et le titre original) et qu'ils avaient des enfants comme amis avant qu’ils grandissent et ne les oublient. Cal les aide en cherchant de nouveaux enfants avant qu’ils ne disparaissent. Béa préfère partir en restant en dehors de tout ça, car elle prétend qu’elle n’est plus une enfant et qu’elle n’a plus besoin d’imagination.
En rendant visite à nouveau à l’hôpital, Béa surprend Blue dans les parages qui est en train de la suivre et elle tente de le faire sortir sans se faire remarquer puisque que Blue ne peut pas être vu. Très vite, Béa change d’avis et décide de les aider. Le lendemain, Cal emmène Béa dans un parc d’attraction de Coney Island sous un carrousel qui cache une résidence de retraite pour tous les AI oubliés. Après avoir fait la visite et présenté les pensionnaires, Cal emmène Béa à Lewis, un ours en peluche âgé, fondateur de l'établissement. Il pousse Béa à utiliser son imagination pour redessiner l'installation, au grand dam de Cal.
En rendant une nouvelle fois visite à son père et à Benjamin, Béa décide de faire des descriptions de chaque AI dans son livre avec Cal et Lewis, puis fait passer des auditions devant Benjamin en espérant qu’il puisse les voir. Malheureusement, il n'est pas en mesure de les voir. Durant une discussion avec Lewis et Béa, l’ours en peluche explique que même les adultes ont besoin d’un ami imaginaire pour les aider à surmonter les problèmes dans leurs vies. Inspirée par Lewis, Béa utilise son imagination pour changer le parc à l’image de l’époque de Lewis.
Un soir au dîner, Béa demande à sa grand-mère quel était son rêve d’enfant : sa grand-mère lui raconte que lorsqu’elle était enfant, elle rêvait de devenir une danseuse professionnelle et après avoir rencontré son futur mari, elle a fini par oublier cette passion en grandissant. Béa découvre dans un cadre photo la présence de Blossom et comprend qu’elle était l’amie imaginaire de sa grand-mère. Elle arrange donc une connexion entre les deux en diffusant un de ses vinyles. Au départ, sa grand-mère voulait couper la musique, mais elle se laisse entraîner puis elle se met à danser avec Blossom qui imite ses gestes derrière elle. Puis Blossom se met à briller.
Le lendemain, grâce à un tuyau laissé par un AI, Béa essaye d’arranger des retrouvailles entre Blue et son premier enfant, Jeremy, qui est maintenant un homme adulte angoissé dans son travail. Elle accompagne psychologiquement Blue dans un café pour qu’il puisse faire le rapprochement mais cela échoue. Béa le suit à son travail et réussit à détendre Jeremy et Blue avec des croissants, ce qui donne le courage au premier et au soutien de Blue qui commence à briller lui aussi.
En rentrant chez elle, sa grand-mère lui demande de la suivre à l’hôpital par rapport à l’opération de son père. Béa, inquiète, n’a pas le courage de le voir car elle a peur de le perdre. Cal lui conseille de lui raconter une histoire. Béa raconte à son père comment elle a essayé d'être une adulte. À la fin, elle fond en larmes sur son père mais celui-ci révèle qu’il va bien et que l’opération s’est bien passée. En enlaçant sa grand-mère pour la bonne nouvelle, Béa remarque l’absence des AI et de Cal.
En sortant de l'hôpital, Béa et son père font leurs valises pour rentrer chez eux et Béa décide d’aller à l’appartement de Cal pour lui dire au revoir. Puis la voisine arrive pour lui ouvrir mais elle lui révèle que personne n'habite ici et qu'il s'agit d'un débarras où elle jouait quand elle était petite. Béa retrouve un vieux dessin d’elle avec ses parents et s’aperçoit qu’elle avait ajouté son ami imaginaire, Calvin le clown. Béa réalise que Cal était en réalité l'ami imaginaire de son enfance, puis elle ferme les yeux et jure qu’elle se souviendra de lui et des autres mêmes quand elle sera adulte. En rouvrant les yeux, Béa arrive à revoir les AI et Cal qui lui dit au revoir également.
Quelque temps plus tard, la grand-mère de Béa prend du thé avec Blossom, les autres AI retrouvent leurs enfants d'origine avec l’aide de Cal, y compris Keith, un ami imaginaire invisible qui fait trébucher les gens. Il se révèle être l’AI du père de Béa.

## Fiche technique
Sauf indication contraire, les informations mentionnées dans cette section peuvent être confirmées par les bases de données cinématographiques IMDb et Allociné,  présentes dans la section « Liens externes ».
- Titre original : IF
- Titre français : Blue et Compagnie
- Titre de travail : Imaginary Friends
- Réalisation et scénario : John Krasinski
- Musique : Michael Giacchino
- Décors : Jess Gonchor
- Costumes : Jenny Eagan
- Photographie : Janusz Kamiński
- Montage : Christopher Rouse, Andy Canny
- Production : Andrew Form, John Krasinski, Ryan Reynolds et Allyson Seeger
- Producteurs délégués : George Dewey, Alexa Zinz Ginsburg et John J. Kelly
- Coproducteur : Michael Lerman
- Sociétés de production : Paramount Pictures, Sunday Night Productions et Maximum Effort
- Société de distribution : Paramount Pictures, Incendo Media (Canada)
- Budget : n/a
- Pays de production :  États-Unis et  Royaume-Uni
- Langue originale : anglais
- Format : couleur
- Genre : comédie fantastique
- Durée : 104 minutes
- Dates de sortie[2] :
  - France : 8 mai 2024
  - États-Unis : 17 mai 2024

## Distribution
- Cailey Fleming (VF : Coralie Thuilier ; VQ : Emma Bao Linh) : Bea
- Ryan Reynolds (VF : Pierre Tessier ; VQ : François Godin) : Calvin « Cal »
- John Krasinski (VF : Stéphane Pouplard ; VQ : Frédérik Zacharek) : le père de Bea
- Fiona Shaw (VF : Frédérique Tirmont ; VQ : Claudine Chatel) : la grand-mère de Bea
- Bobby Moynihan (VF : Jérôme Wiggins ; VQ : Sébastien Dhavernas) : Jeremy
- Alan Kim (en) (VF : Noé Chabbat ; VQ : Frédéric Larose) : Benjamin
- Liza Colón-Zayas : Janet
- Catharine Daddario : la mère de Bea

### Distribution vocale

#### Voix anglaises
- Steve Carell : Blue
- Phoebe Waller-Bridge : Blossom
- Louis Gossett Jr. : Lewis, un ours en peluche
- Matt Damon : Sunny, une fleur
- Emily Blunt : Uni, la licorne
- Maya Rudolph : Ally, un alligator
- Sam Rockwell : Guardian Dog
- Sebastian Maniscalco : Souris Magicienne
- Christopher Meloni : Cosmo
- Awkwafina : Pop
- Bill Hader : Banane
- George Clooney : Astronaut
- Blake Lively : Octocat
- Jon Stewart : Robot
- Richard Jenkins : Professeur d'Art, une figure de d'animation
- Bradley Cooper : Glace, le verre d'eau glacé
- Keegan-Michael Key : Steven, un tas de glu
- Matthew Rhys : Andromedus III, un fantôme
- Amy Schumer : Ourse Gommeuse
- Allyson Seeger : Viola, un violon
- Brad Pitt : Keith, un AI invisible

#### Voix françaises
- José Garcia : Blue
- Mylène Farmer : Blossom
- Rody Benghezala : Lewis, un ours en peluche
- Marina Foïs : Lili, la licorne
- Damien Boisseau : Sunny, une fleur
- Guillaume Lebon : Guardian Dog
- Guillaume Beaujolais : Souris Magicienne
- Dorothée Pousséo : Ally, un alligator
- Clément Rémiens : le Glaçon
- Julien Allouf : Robot
- Philippe Vincent : le Professeur d'art

#### Voix québécoises
- Tristan Harvey : Blue
- Annie Girard : Blossom
- Guy Nadon : Lewis, un ours en peluche
- Sylvain Hétu : Cosmo
- Philippe Martin : Sunny, une fleur
- Émilie Bibeau : Lili, une licorne
- Benoît Brière : le Professeur d’art
- Thiéry Dubé : Souris Magicienne
- Catherine Proulx-Lemay : Ally, un alligator
- Alain Zouvi : Guardian Dog
- Viviane Pacal : Pop
- Nadia Paradis : Ourse Gommeuse
- Marc Labrèche : Steven, un tas de glu

## Production

### Genèse et développement
En octobre 2019, Paramount Pictures obtient les droits d'un projet développé par John Krasinski et Ryan Reynolds, Imaginary Friends, alors que Lionsgate et Sony Pictures étaient également sur les rangs. John Krasinski est annoncé comme réalisateur et scénariste. En mai 2021, les sociétés respectifs de John Krasinski et Ryan Reynolds, Sunday Night Productions et Maximum Effort, signent un accord avec la Paramount
.

### Attribution des rôles
En octobre 2021, Phoebe Waller-Bridge et Fiona Shaw sont annoncés. En janvier 2022, Steve Carell, Alan Kim (en), Cailey Fleming ou encore Louis Gossett Jr. rejoignent eux aussi le film. John Krasinski retrouve par ailleurs son partenaire de la série The Office, Steve Carell. En août 2022, Bobby Moynihan est également confirmé. Les noms de plusieurs actrices et acteurs qui ne feront qu'une apparition vocale sont révélés en avril 2023 à la CinemaCon.

### Tournage
Le tournage débute le 31 août 2022. Il a lieu à New York, notamment à Coney Island,. Les prises de vues s'achèvent en mai 2023.

## Accueil
La sortie américaine était initialement prévue pour le 17 novembre 2023. Repoussée une première fois au 24 mai 2024,, la sortie est finalement fixée au 17 mai 2024.

### Accueil critique
En France, le site Allociné propose une moyenne de 3,3⁄5, d'après l'interprétation de 18 critiques de presse.